# دونغ دونغ
دونغ دونغ (بالصينية: 董栋) هو ترامبوليني ‏ صيني، ولد في 13 أبريل 1989 في تشنغتشو في الصين.

## وصلات خارجية
- دونغ دونغ على موقع الاتحاد الدولي للجمباز (licence) (الإنجليزية)
- دونغ دونغ على موقع الاتحاد الدولي للجمباز (biography) (الإنجليزية)
- دونغ دونغ على موقع اللجنة الأولمبية الدولية (الإنجليزية)
- دونغ دونغ على موقع أوليمبيديا (الإنجليزية)
- دونغ دونغ على موقع اللجنة الأولمبية الصينية (الإنجليزية)